# Acacia triptycha
Acacia triptycha är en ärtväxtart som beskrevs av George Bentham. Acacia triptycha ingår i släktet akacior, och familjen ärtväxter. Inga underarter finns listade i Catalogue of Life.